# Chita Rivera
Dolores Conchita Figueroa del Rivero (Washington D. C., 23 de enero de 1933-Nueva York, 30 de enero de 2024), más conocida como Chita Rivera, fue una actriz, cantante y bailarina estadounidense de ascendencia hispana (puertorriqueña). A lo largo de su carrera protagonizó diversos musicales en Broadway, entre ellos Chicago, El beso de la mujer araña, West Side Story y Nine. Sus interpretaciones la hicieron acreedora de diversos premios y galardones, entre ellos dos premios Tony. Fue la primera mujer de origen hispano que recibió el Premio Kennedy (en 2002) y la Medalla Presidencial de la Libertad (2009).

## Primeros años
Registrada como Dolores Conchita Figueroa del Rivero fue hija de padre clarinetista puertorriqueño y de madre de ascendencia escocesa, irlandesa y afroamericana, que enviudó cuando ella tenía sólo seis años. En 1948 fue seleccionada por George Balanchine para su escuela de baile, donde obtuvo una beca.[cita requerida]

## Filmografía
Debutó en los escenarios de Broadway en 1952, año en el que consiguió debido a una audición trabajo como corista en el musical Call Me Madam. Sus siguientes trabajos dentro del circuito teatral neoyorquino fueron Guys and Dolls y Can-Can. Luego tuvo el papel de Fifi en Seventh Heaven (1955).[cita requerida]
A finales de la década de los años 50, la actriz logró el reconocimiento de los críticos teatrales con el musical dramático West Side Story, de Leonard Bernstein y Stephen Sondheim. Allí representó el papel de Anita, personaje que tiempo más tarde interpretó Rita Moreno en la versión cinematográfica de 1962. Rivera fue luego elegida para el rol protagónico del musical Bye Bye Birdie, interpretación que le valió su primera candidatura al premio Tony a la "Mejor actriz protagonista de un musical".
En marzo de 1973, la artista participó en el concierto benéfico Sondheim: A Musical Tribute. Dos años más tarde retornó al teatro musical cuando aceptó representar el papel de Velma Kelly en la primera puesta en escena de Chicago. Su actuación hizo que recibiera una segunda nominación al premio Tony como "Mejor actriz protagonista de un musical". Más tarde volvió a ser nominada al premio Tony, esta vez por interpretar a Rose en el musical Bring Back Birdie (1981).[cita requerida]
En 1986 sufrió un accidente de auto, pero reapareció en 1988. Sus más famosas encarnaciones fueron Sweet Charity, La visita de la vieja dama, Chicago, Pippin y El beso de la mujer araña.[cita requerida]

## Teatro
- Mr. Wonderful---Rita Romano
- West Side Story---Anita
- Bye Bye Birdie---Rosie Grant
- Bajour'---Anyanka
- Born Yesterday---Billie Dawn
- La rosa tatuada
- Call Me Madam
- La ópera de tres centavos---Jenny
- Sweet Charity---Charity Hope Valentine
- Kiss Me, Kate
- Bring Back Birdie---Rose Grant
- The Rink---Anna
- Nine the Musical---Liliane La Fleur
- Merlin: The Magical Musical---The Queen
- El beso de la mujer araña---Aurora
- The Visit---Claire Zachanassian
- Chicago---Velma Kelly

## Películas
- 2002, Chicago

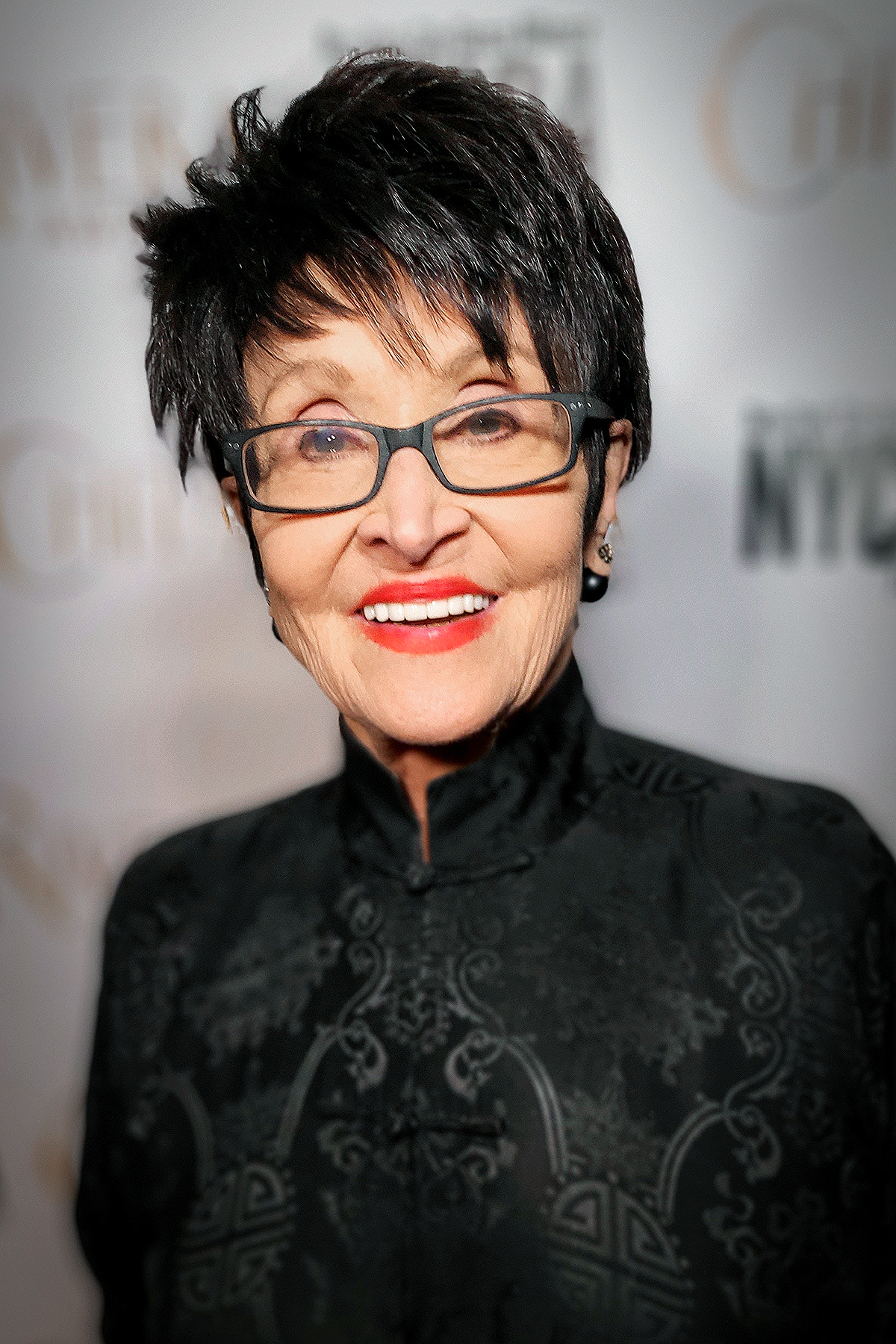
Chita Rivera en 2022.

- 1994, Stonewall 25 - Voices of Pride and Protest
- 1987, Mayflower Madam (TV)
- 1985, That's Singing: The Best of Broadway (Great Performances, TV)
- 1981, Pippin
- 1978, Sgt. Pepper's Lonely Hearts Club Band
- 1977, Once Upon a Brothers Grimm (TV)
- 1973, The Marcus-Nelson Murders (Kojack, TV)
- 1969, Sweet Charity
- 1963, The Outer Limits, (TV) Vol. 20: "The Bellero Shield"